# لويد بورنس
لويد بورنس (بالإنجليزية: Lloyd Burns)‏ هو لاعب اتحاد الرغبي بريطاني، ولد في 9 ديسمبر 1984 في Panteg ‏ في المملكة المتحدة.

## وصلات خارجية
- لويد بورنس عل موقع إسبنسكروم (الإنجليزية)
- لويد بورنس على موقع ItsRugby.co.uk (الإنجليزية)